# 巡邏兵飛行表演隊

巡邏兵飛行表演隊是法國空軍的飛行表演隊，每逢法國有大事慶祝都會出現（例如法國國慶日），巡邏兵首先在1953年成立但之後又有其他空軍中隊採用巡邏兵之名，到了1964年2月10日，當時的法國國防部長宣佈由在普羅旺斯的高級飛行學院所成立的飛行表演隊正式專稱為巡邏兵飛行表演隊
巡邏兵所使用的飛機皆會被塗上像徵法國旗的紅白藍三色。

## 使用機種
- 共和F-84戰鬥機（Republic F-84 Thunderjet） - 1953年至1954年
- 達索MD.450 暴風雨（Dassault Ouragan） - 1954年至1957年
- 達索MD.454 神秘IV（Dassault Mystère IV） - 1957年至1964年
- 富加教師教練機（Fouga Magister） - 1964年至1981年
- 阿爾法教練機（Dassault/Dornier Alpha Jet） - 1981年至今

## 参考资料

巡邏兵飛行表演隊攝於2017年巴士底日。

## 所屬國家
- 法國

## 外部連結
- 巡邏兵飛行表演隊